# زهري (لون)
ال
(بالإنجليزية: pink) (بالفرنسية: rose) هذا اللون مختلف عن اللون الوردي، فهو عبارة عن الألوان المنحصرة بين الأحمر المائل للزرقة (الأرجواني) والأحمر ذو السطوع العالي والتشبع ما بين المنخفض والمعتدل. ونظرًا لشيوع استخدامه في عيد الحب وعيد الفصح، فإنه في بعض الأحيان يشار إلى اللون الزهري باعتباره «لون الحب» ويرجع تاريخ استخدام الكلمة التي تطلق على اللون المعروف هذه الأيام باللون الزهري لأواخر القرن السابع عشر.
على الرغم من أن اللون الزهري يعد تقريبًا مجرد لون خفيف من الأحمر، فإن معظم درجات اللون الزهري تنحصر بين الألوان الأحمر والأبيض والأحمر الأرجواني. يعني ذلك أن صبغة اللون للون الزهري تنحصر بين الأحمر والأرجواني.
اللون الوردي هو كلمة لاتينية تعني «الوردي» أو «الزهري.» استخدم لوكريتيوس (Lucretius) الكلمة لوصف الفجر في القصيدة الملحمية طبيعة الأشياء (طبيعة الأشياء (De Rerum Natura)). كما استخدمت الكلمة أيضًا في الأسماء الثنائية للعديد من الأنواع، مثل الزرزور الوردي (الزرزور الوردي) وكاثارانثيوس روزيز (Catharanthus roseus). في معظم اللغات الهندية الأوروبية، يعرف اللون الزهري باسم اللون الوردي. في الفارسية، يسمى سوراتي (sourati)، الذي يعني «لون الوجه.» في الهندية يسمى الوردي، الذي يعني «لون الزهرة.»

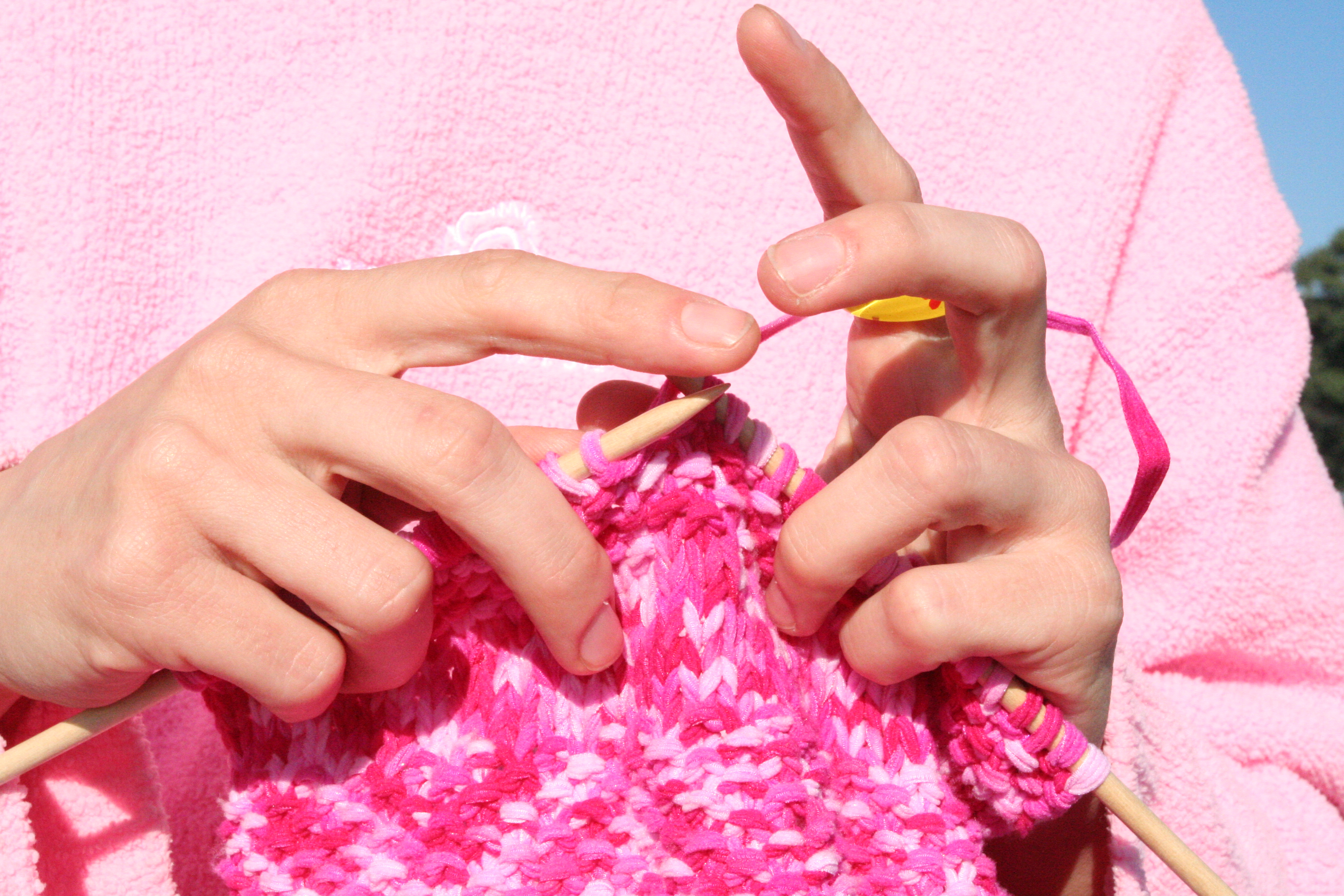
شخص يرتدي سويتشيرت زهري مربوط بغطاء مزخرف.

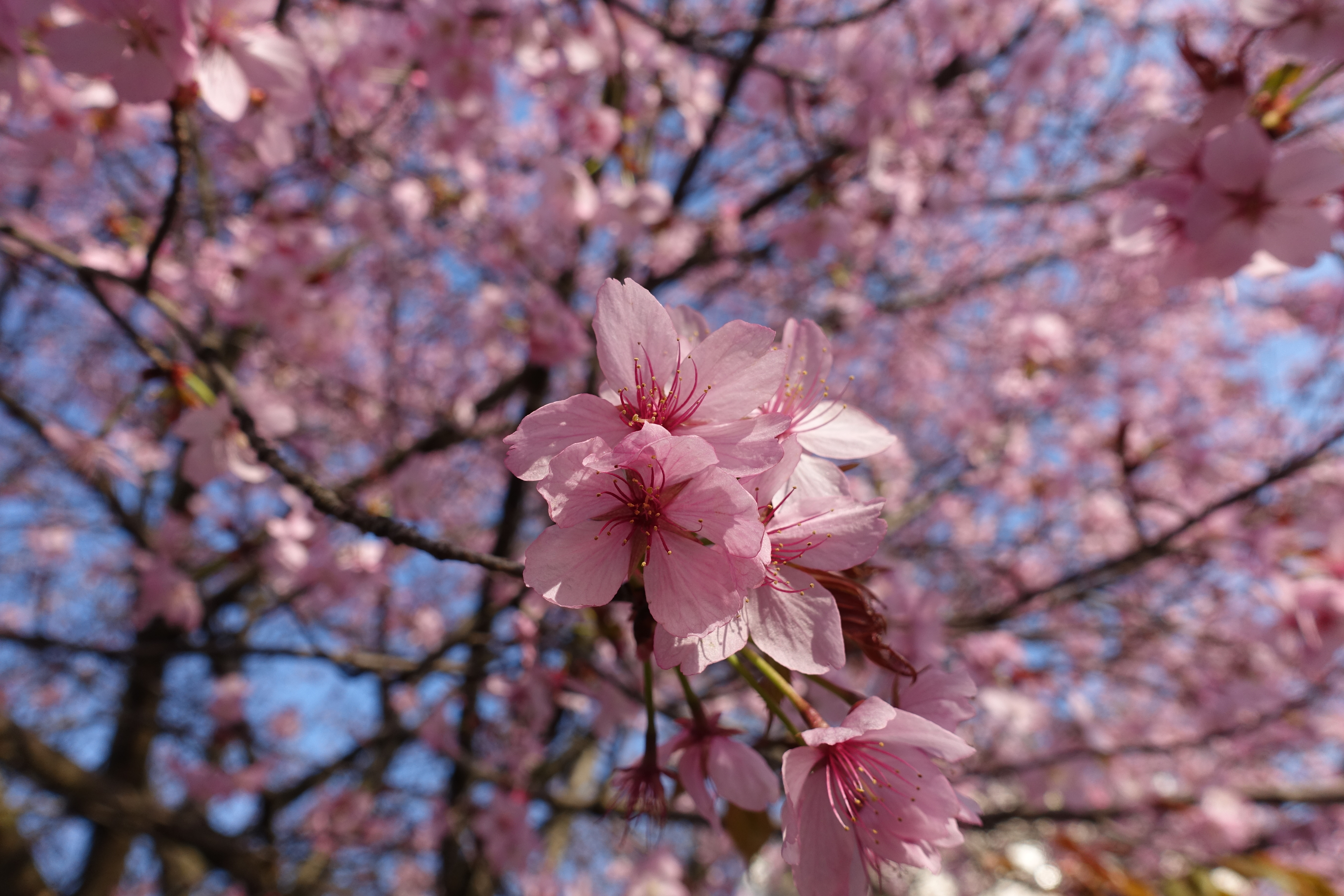
طبيعة الزهري مائل للبياض او مشرب بالبياض كما في اشجار الكرز.

يرجع ارتباط البنات باللون الزهري للعصر الحديث، ومن المحتمل تطوره في أوقات مختلفة في دول عديدة. في عام 1856، روي أن نابليون الثالث (Napoleon III) والإمبراطورة أوجيني (Empress Eugénie) إمبراطورة فرنسا أعدوا ثيابًا خاصة مزركشة بالأزرق لمولودهم المتوقع، ولكن كان هناك أسباب دينية في أن الطفل كان مكرسًا لمريم العذراء، الذي كان اللون الأزرق لونها التقليدي. وعن مصدر أمريكي يعود لعام 1868، تشير لويزا ماي ألكوت (Louisa May Alcott) المرأة الصغيرة إلى تخصيص الألوان للزي الفرنسي − «إيمي وضعت الشريط الأزرق على الطفل والزهري على البنت، وهو تقليد للزي الفرنسي، حيث تستطيع دائمًا أن تخبرهم [بعضهم البعض].»−وعلى ما يبدو أن طريقة الزي الفرنسي لاستخدام الألوان للتمييز بين الأطفال أو بين الأولاد والبنات يسودها الغموض. قبل القرن العشرين، تغايرت ألوان الدول الأوروبية، حيث وضعت بعض الدول ألوانها اعتمادًا على بشرة الجسم وخصصت دولاً أخرى الزهري في أحيان أخرى للصبية وفي أحيان أخرى للبنات.

## وصلات خارجية
- Support group for Irish Pink Adoptions نسخة محفوظة 31 مارس 2010 على موقع واي باك مشين.